# مدرب عناية الطوارئ
مدرب عناية الطوارئ هو الشخص الذي يقدم التدريب في مجال عناية الطوارئ للمدنيين أو الأفراد العسكريين. ويجب أن يخضع الشخص للدورات التدريبية المناسبة للتأهل، وأن لا يكون مستوى الشهادة الذي يحملها متدني.( عادة ما يكون على الأقل مستوى واحد أعلى عن المستوى المطلوب تدريسه). وفي كثير من الأحيان الخبرة التي توفر مثل هذه الرعاية تكون مطلوبة. فإذا تم استيفاء هذه المتطلبات سيتلقى مقدم الطلب الشهادة بعد الانتهاء من التدريب وتحقيق الشروط المطلوبة.
عادة عند إصدار الشهادات من الضروري ان تلتزم بحضور عدداً معيناً من الفصول الدراسية تحت إشراف مدربين آخرين، وبعد ذلك فقط قد يقوم مدرس جديد بتدريس الدورات بمفرده. ويجب تجديد الشهادة بشكل دوري.
يوجد العديد من دورات الإسعافات الأولية والعناية الطبية، ولكنها تختلف ب:
- مستوى الرعاية ( التمدد القلبي و الإسعافات الأولية للنزيف ومساعدة الأطفال، وما إلى ذلك).
- الحد الأدنى من المستوى التعليمي/المهني للطلاب ( الأشخاص دون أي تدريب طبي من قبل والأشخاص المؤهلين من أوائل المستجيبين، ومستويات مختلفة من فني طب الطوارئ والممرضات والأطباء).
- الظروف المحددة التي يتم فيها تقديم العناية (التدريب الطبي البري الطارئ والتدريب الطبي التكتيكي وما إلى ذلك).